# 디파느가라

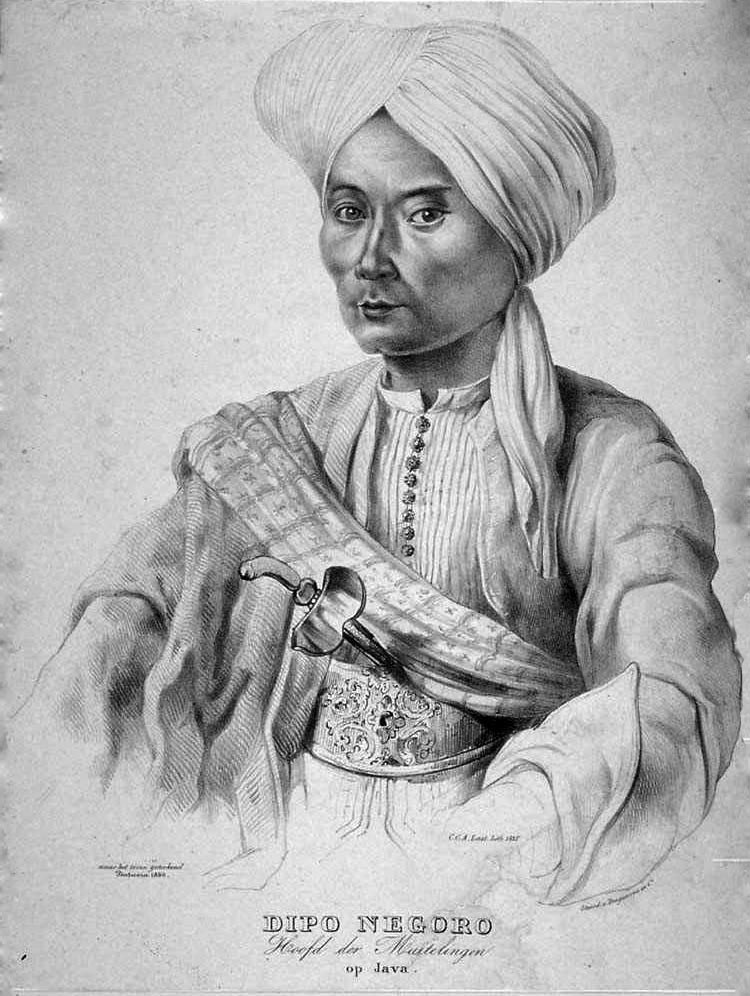
디파느가라의 초상화.

디파느가라 왕자(자와어: Pangéran Dipanegara, 또는 Dipanagara, 1785년 11월 11일 ~ 1855년 1월 8일) 또는 디포느고로 왕자(인도네시아어: Pangeran Diponegoro, 디포네고로 왕자)는 욕야카르타 술탄국의 왕자로, 역대 군주 하멩쿠부워노 3세의 장남이다. 네덜란드에 대한 군사적 반격으로 1825년 ~ 1830년의 디파느가라 전쟁을 이끈 것으로 유명하다. 인도네시아의 인도네시아 국가 영웅(인도네시아어: Gelar Pahlawan Nasional Indonesia) 중 한 사람이다. 인도네시아에는 디파느가라의 이름을 딴 디포느고로 대학교(디포네고로 대학교)도 존재한다.

## 젊은 시절
청년이 될 때까지 디파느가라는 할머니 라투 아긍(Ratu Ageng)과 함께 욕야카르타의 궁전에 가까운 거주지 트갈라자(Tegalraja)에서 살았다. 이곳에 살던 시절 디파느가라는 자와의 고전 문학과 역사, 이슬람 신학을 공부하면서 이슬람 종교 학교인 프산트렌(pesantren)에서 주로 생활하며 하멩쿠부워노 2세 술탄의 궁정에는 그다지 모습을 드러내지 않았다. 당시 자와에 만연해 있던 사회의 부패와 퇴폐스런 기풍, 궁정 음모 등을 혐오했기 때문이었다. 디파느가라는 가장 나이 많은 하멩쿠부워노 3세의 왕자이자 이슬람을 행동 준칙으로 삼는 이슬람 신비주의자로서, 또한 서민에게 인기 있는 군주 후보로서 권력이 손에 들어올 때를 기다렸다. 자와의 타락상이 악화되면 악화될수록 고결하고 신실한 그를 추종하는 이들은 늘어 갔다.

## 말년
체포된 디파느가라는 마나도로 이송되어 유폐되었다가 다시 마카사르로 유배되었다. 디파느가라는 이곳에서 말년을 보내다 1855년 사망하였다.

## 참고 문헌
- 양승윤, 《인도네시아사》, 대한교과서, 2005